# Avellanos (Lérida)
Avellanos es una entidad de población española del municipio de Sarroca de Bellera, perteneciente a la provincia de Lérida, en la comunidad autónoma de Cataluña.

## Toponimia
El nombre del lugar puede encontrarse mencionado con las grafías Abellanós y Avellanos.

## Historia
A mediados del siglo XIX, el caserío, por entonces con ayuntamiento propio del que también formaban parte Castellnou de Abellanos y Vilancós, tenía contabilizadas 14 casas. El lugar aparece descrito en el primer volumen del Diccionario geográfico-estadístico-histórico de España y sus posesiones de Ultramar de Pascual Madoz de la siguiente manera:

ABELLANOS: l. con ayunt. de la prov. de Lérida (24 leg.), part. jud. y adm. de rent. de Tremp (9), aud. terr. y c. g. de Barcelona (41), dióc. de Urgel (25): consta de 3 caseríos; Abellanós, Castellnou de Abellanós y Casas de Vilancós. El primero está en la falda de un elevado cerro, formando una especie de hondonada, y privado por consiguiente de ventilacion: el de Castellnou dist. 3/4 de hora de aquel por la parte del N. ocupa lo alto del cerro y se halla dominado por otro de mayor altura que se eleva al NE., en cuya cima estan sit. las de Casas de Vilancós á dist. de 1 hora al SE. de Castellou; Abellanós tiene 14 casas, Castellnou 8 y Vilancós 3, todas de dos altos, pero de mala construccion y poco limpias. Hay una igl. parr. bajo la advocacion de San Pedro Apóstol con su casa rectoral en el cas. de Castellnou, y otra filial en Abellanós: el curato es perpétuo, y lo provee el diocesano en concurso general; las dos igl. tienen su respectivo cementerio bien ventilado, y una fuente de agua de buena calidad y abundante, en cada uno de los cas.: confina el térm. por el N. con los de Aguiré y Oreix; por el E. con los de Castellvill, Sta. Coloma y Lareu; por el S. con los de Buyre y las Iglesias, y por el O. con el de Mañanet; su estension entre E. y O. es de 2 horas, y de 3 entre S. y N. Dentro de esta circunferencia se encuentran una ermita dedicada á San Juan, y un arroyo de curso perenne que lleva el nombre de r. de Avellanós mientras corre por el térm.; baja del cerro de Castellnou cruzando entre este cas. y el de Abellanós, y sigue su direccion hácia el S.; es uno de los dos riach., que juntándose mas allá del pueblo de Senterada, forman el r. Hamisell: sus aguas sirven para regar algunos prados y huertos, y dan impulso á las ruedas de un molino harinero. El terreno está cubierto de varios montes ó cerros aislados, cortados por profundos precipicios y rápidas pendientes, sin embargo, se encuentran en él algunos trozos de mediana calidad, que dan desde el 5 hasta el 7 por uno de sembradura: no cria arboledas, pero si estensos matorrales en la parte más árida; los robles, nogales y otros árbolels que se ven en pequeño número, son de propiedad particular. prod.: pastos, trigo, legumbres, patatas, ganado lanar, cabrío, mular y el vacuno necesario para las labores. pobl.: 69 alm. cap. imp: 22,052.
(Madoz, 1845, p. 49)

En 2023 la entidad singular de población de Avellanos, perteneciente al municipio de Sarroca de Bellera, tenía empadronados 4 habitantes.